# Estación de Crato
La Estación Ferroviaria de Crato, igualmente conocida como Estación de Crato, es una estación de ferrocarriles de la Línea del Este, que sirve a la localidad de Crato, en el Distrito de Portalegre, en Portugal.

## Descripción

### Localización
Esta plataforma se encuentra junto a la localidad de Crato.

### Vías de circulación y plataformas
En enero de 2011, presentaba dos vías de circulación, ambas con 315 metros de longitud, y dos plataformas, con 91 y 92 metros de extensión, y 40 centímetros de altura.

## Historia
El tramo entre Abrantes y Crato de la Línea del Este entró en servicio con la Compañía Real de los Caminhos de Ferro Portugueses, el 6 de marzo de 1863.